# Volprecht Riedesel zu Eisenbach (Erbmarschall, 1628)
Volprecht (auch Volpert) XI. Riedesel zu Eisenbach (* 1628; † 14. Juli 1698 auf Schloss Ludwigseck) aus der Ludwigsecker Linie der Riedesel war von 1691 bis 1698 Erbmarschall der hessischen Landgrafen.

## Leben
Volprecht Riedesel war der älteste Sohn des späteren Erbmarschalls Kurt Riedesel zu Eisenbach (1603–1665) und dessen Ehefrau Johanette geborene von Lehrbach. Er wurde Page am Hof des paragierten Landgrafen Hermann IV. von Hessen-Rotenburg und ging dann auf Kavalierstour nach Lyon und Genf, wo er vom 1. Januar 1652 bis zum 1. Juni 1653 lebte. Dort zog er sich eine Krankheit zu, deren Folgen ihn sein Leben lang behinderten. Er kehrte zunächst nach Rotenburg, dann aber nach Hause zurück. Da das Schloss Ludwigseck im Dreißigjährigen Krieg weitgehend zerstört worden war, wohnte er zunächst auf einem nahegelegenen Hofgut der Familie und ab 1657 in einem wieder aufgebauten Wirtschaftsgebäude des Schlosses. 1674 baute er seine Hälfte des Schlosses Ludwigseck wieder auf und lebte danach dort.
1680 wurde das Gesamthaus Riedesel in den Freiherrenstand erhoben. Aus finanziellen Gründen konnte sich die Ludwigsecker Linie daran nicht beteiligen. Obwohl Volprecht seit dem Tod seines Vetters Johann Riedesel Familienoberhaupt, Regent der Herrschaft Riedesel sowie Erbmarschall war, wurde für ihn kein Freiherrenpatent ausgestellt.

## Ehe und Nachkommen
Volprecht Riedesel heiratete am 19. Juni 1655 in Solz in erster Ehe Margaretha Deborie, geborene von Trott zu Solz (1635–1667), Tochter des Vorstehers der Althessischen Ritterschaft, Jost Trott zu Solz, und dessen Frau Deboria Catherine, geborene von Otterod-Scharfenberg. Der Ehe entstammten sechs Kinder:
- Johann (* 1657), fiel 1678 im Holländischen Krieg gegen Frankreich
- Hermann Friedrich (1659–1704), setzte das Geschlecht fort
- Christina Deboria (1662–1735)
- Johanette (1663–1744)
- Georg (* 1666), starb noch im Jahr seiner Geburt
- Elisabeth (1667–1746)

Nachdem seine erste Ehefrau kurz nach der Geburt ihres sechsten Kindes verstorben war, heiratete er 1669 in zweiter Ehe Sabine von Dörnberg (* nach 1629), Tochter von Ludwig von Dörnberg und dessen erster Frau Anna von Berlepsch.